# Actinostrobus arenarius
Actinostrobus arenarius là một loài thực vật hạt trần trong họ Cupressaceae. Loài này được C.A.Gardner mô tả khoa học đầu tiên năm 1964.